# Drumurile Republicii Moldova

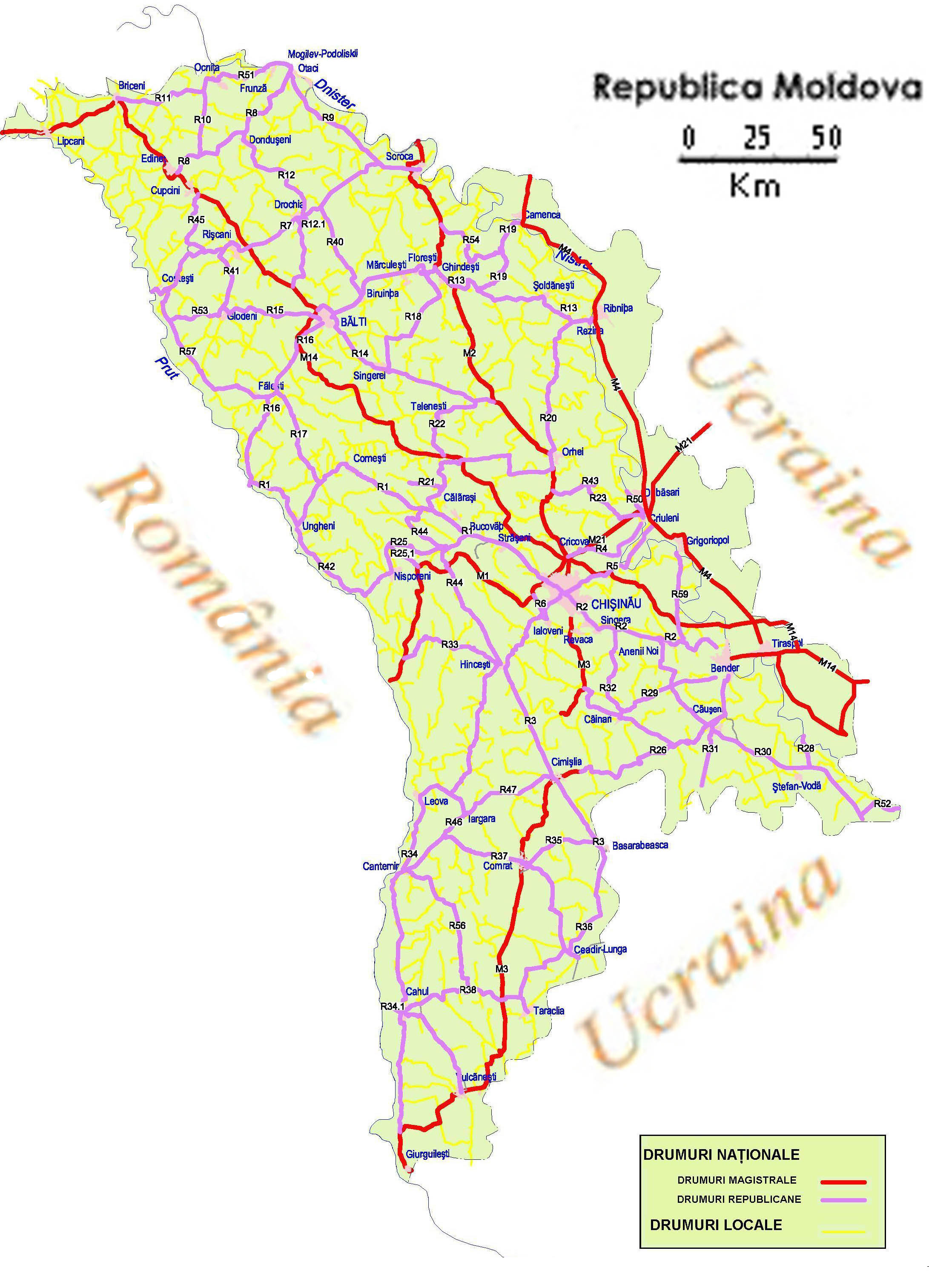
Harta rețelei rutiere

Drumurile Republicii Moldova sunt reglementate de Legea drumurilor nr. 509 din 22 iunie 1995. În articolul 2 al acestei legi se prevede că din punct de vedere funcțional, drumurile publice se împart în europene, naționale și locale.

## Clasificare
Drumurile europene (notate prin litera E) sunt drumuri internaţionale care trec prin Republica Moldova conform Acordului european asupra marilor drumuri de circulaţie internaţională (AGR).
Drumurile naționale sunt acele drumuri care asigură principalele legături rutiere internaţionale, legătura între capitala ţării şi oraşele-reşedinţă, municipiile şi obiectivele de importanţă republicană, precum şi legătura între ele. Ele se împart în:
- autostrăzi (litera A) – drumuri de mare capacitate şi viteză, având cel puţin două benzi de circulaţie pe sens şi o bandă de staţionare accidentală
- drumuri expres (litera M) – drumuri cu două sau mai multe benzi de circulaţie, la care accesul este posibil doar prin noduri rutiere denivelate sau intersecţii reglementate
- drumuri republicane (litera R) – drumuri care asigură legătura între capitala ţării şi oraşele-reşedinţă, municipiile şi obiectivele de importanţă republicană, de asemenea legătura între oraşele-reşedinţă, între municipii, între oraşele-reşedinţă şi municipii, precum şi legătura între oraşele-reşedinţă şi staţiile feroviare, aeroporturile şi porturile fluviale din imediata apropiere
- drumuri regionale (litera G) – drumuri de însemnătate regională care asigură legătura între localităţile din două sau mai multe raioane sau între minim 4 localităţi dintr-o unitate administrativ-teritorială

Drumurile locale sunt împărțite în:
- drumuri de interes raional sau municipal (litera L) – drumuri care asigură legătura dintre oraşele-reşedinţă şi satele (comunele) din componenţa raionului (municipiului), precum şi legătura dintre sate (comune), inclusiv accesul către acestea dinspre drumurile naţionale
- drumuri comunale – drumuri care asigură legătura dintre satul-reşedinţă de comună şi satele componente sau dintre acestea și obiectivele de interes comunal
- străzi – drumuri publice din interiorul localităţilor

Hotărârea de Guvern Nr. 1468 din 30 decembrie 2016 privind aprobarea listelor drumurilor publice naţionale şi locale din Republica Moldova conține două anexe cu listele celor mai importante drumuri din țară:
- Anexa 1: Lista drumurilor publice naţionale din Republica Moldova
- Anexa 2: Lista drumurilor publice locale (de interes raional) din Republica Moldova

## Liste de drumuri

### Drumuri europene
Republica Moldova este situată între drumurile europene de clasa A cu referință nord-sud E85, E95 și la sud de drumul european de clasa A cu referință vest-est E50.
Pe teritoriul țării trec două drumuri europene de clasa A:
- E58:  Viena –  Rostov-pe-Don. În RM, este suprapus următoarelor drumuri:
  - R16.1: frontiera cu  România – Sculeni (până aici se suprapune cu E583)
  -  R1: Sculeni – Petrești – Ungheni – Pîrlița – Bahmut – Călărași – Strășeni – Trușeni – Chișinău (de aici se suprapune cu E581)
  -  M1: Chișinău – Stăuceni
  -  M5: Stăuceni – Gura Bîcului – Tiraspol – Pervomaisc – frontiera cu  Ucraina
- E87:  Odesa –  Antalya. În RM, este suprapus unui scurt segment în extremitatea de sud a țării:
  - M3.1: frontiera cu  Ucraina – Giurgiulești)
  -  M3: Giurgiulești – frontiera cu  România

Drumurile europene de clasa B care străbat Republica Moldova sunt:
- E581:  Mărășești –  Odesa
  -  M1: frontiera cu  România – Leușeni – Chișinău (de aici se suprapune cu E58) – Stăuceni
  -  M5: Stăuceni – Gura Bîcului – Tiraspol – Pervomaisc – frontiera cu  Ucraina
- E583  Săbăoani –  Jîtomîr
  - R16.1: frontiera cu  România – Sculeni
  -  R16: Sculeni (până aici se suprapune cu E58) – Răuțel
  -  M5: Răuțel – Bălți – Edineț
  -  R8: Edineț – Otaci / frontiera cu  Ucraina
- E584  Poltava –  Slobozia
  -  M1: frontiera cu  Ucraina – Dubăsari – Chișinău
  -  M3: Chișinău – Comrat – Giurgiulești – frontiera cu  România

### Drumuri expres
La data de 2025, în Lista drumurilor publice naționale din Republica Moldova se regăseau 6 drumuri expres:
M1,
M2,
M3,
M3.1,
M4,
M5.

### Drumuri republicane
La data de 2025, în Lista drumurilor publice naționale din Republica Moldova se regăseau 56 de drumuri republicane:
R1,
R1.1,
R2,
R3,
R3.1,
R3.2,
R4,
R5,
R6,
R7,
R8,
R8.1,
R9,
R10,
R11,
R11.1,
R12,
R12.1,
R13,
R14,
R14.1,
R14.2,
R14.3,
R15,
R15.1,
R16,
R16.1,
R17,
R18,
R19,
R20,
R21,
R22,
R23,
R24,
R25,
R26,
R27,
R28,
R29,
R29.1,
R30,
R30.1,
R31,
R32,
R32.1,
R32.2,
R33,
R34,
R34.1,
R34.2,
R34.3,
R34.4,
R35,
R36,
R37.

### Drumuri regionale
La data de 2025, în Lista drumurilor publice naționale din Republica Moldova se regăseau 155 de drumuri regionale: de la G1 până la G142.

### Drumuri locale
La data de 2025, în Lista drumurilor publice locale de interes raional din Republica Moldova se regăseau 872 de drumuri locale (de interes raional): de la L1 până la L731.